# Hille
Hille település Németországban, azon belül Észak-Rajna-Vesztfália tartományban. Lakosainak száma 15 731 fő (2023. december 31.). Hille Petershagen, Minden, Bad Oeynhausen, Hüllhorst, Lübbecke és Espelkamp községekkel határos.

## Népesség
A település népességének változása:
| Lakosok száma | 14 511 | 15 620 | 15 445 | 15 374 | 15 728 | 15 731 |
|               | 1975   | 2017   | 2019   | 2021   | 2022   | 2023   |